# Jello Biafra
Eric Reed Boucher (Boulder, 17 de junho de 1958), mais conhecido pelo nome artístico de Jello Biafra é um cantor e compositor de punk rock e ativista político americano, ex-vocalista da banda Dead Kennedys. Após o fim do Dead Kennedys, Jello participou de projetos musicais chamados Lard, NO WTO Combo, Jello Biafra with Mojo Nixon, Jello Biafra With No Means No,  Jello Biafra With The Melvins. Jello também fez participações especiais em músicas como "Politricks" do Sepultura e "The Code is Red" do Napalm Death. Jello fez a introdução dos discos "Smash" e "Ixnay on the Hombre" do grupo The Offspring e do disco "Raza Odiada" do grupo Brujeria.
Em 2008 Jello formou uma nova banda chamada Jello Biafra and the Guantanamo School of Medicine para se apresentar na festa de seu aniversário de 50 anos, a banda gravou um disco em 2009 e tem estado em turnê desde então.
Pouca gente sabe mas o engajamento político de Jello Biafra foi tão forte que ele chegou a se candidatar a prefeito de São Francisco e ficou em quarto lugar entre dez candidatos.
Jello Biafra é proprietário da gravadora independente Alternative Tentacles.

## Infância e adolescência
Nascido Eric Boucher em Boulder, Colorado é filho de Stanley Boucher, um psiquiatra de trabalho social e poeta, e Virginia Boucher, bibliotecária, tem uma irmã, Julie J. Boucher, Diretora do serviço de pesquisa biblitecária na Biblioteca do Estado do Colorado. Julie morreu em um acidente enquanto escalava uma montanha em outubro de 1996.
Quando criança, Jello desenvolveu interesse em política internacional, sendo encorajado por seus pais. Era um espectador ávido de noticiários e uma de suas lembranças mais antigas é a notícia do assassinato de John F. Kennedy. Jello diz que é fã de rock desde que ouviu pela primeira vez em 1965, quando seus pais acidentalmente sintonizaram em uma rádio de rock. Durante os anos 70 ele se envolveu em reações de ativismo de alguns eventos como a Guerra do Vietnã, Os Sete de Chicago e o Massacre de Kent State. Começou sua carreira na música em 1977 como roadie da banda "The Ravers"(que mais tarde trocaria de nome para The Nails). No mesmo ano entrou para a Universidade da Califórnia. Estudou artes cênicas e a história do Paraguai antes de sair da faculdade e se envolver no cenário punk da Califórnia.

## Carreira musical

### The Dead Kennedys
Em junho de 1978, ele respondeu a um anúncio colocado em uma loja pelo guitarrista East Bay Ray, que dizia "Guitarrista quer formar uma banda punk", e juntos formaram o Dead Kennedys. Ele começou a tocar com a banda com o nome artístico de "Occupant", mas brevemente trocou por Jello Biafra. Jello escrevia as letras das músicas, das quais a maioria são de natureza política e demonstram sarcasmo, às vezes absurdos e senso de humor apesar da seriedade dos assuntos. Na tradição do punk pacífico inglês de bandas como Crass, o Dead Kennedys foi uma das primeiras bandas punk dos Estados Unidos a escrever músicas politizadas. As letras de Jello ajudaram a popularizar composições bem humoradas no hardcore. Jello cita Joey Ramone como a inspiração para seu uso de humor nas músicas (assim como por ser o músico a deixá-lo interessado em punk rock), citando músicas dos Ramones como "Beat on the Brat" e "Now I Wanna Sniff Some Glue".
Jello inicialmente tentou compor músicas usando uma guitarra, mas sua falta de experiência no instrumento e seu reconhecimento de ser desastrado com as mãos levou o baixista da banda Klaus Flouride a sugerir que Jello simplesmente cantasse os fragmentos que havia imaginado. Jello mais tarde começou a gravar seus riffs e melodias em um gravador de fitas, o qual levava aos ensaios da banda e a sessões de gravação. Isso mais tarde se tornou um problema quando os outros integrantes do Dead Kennedys resolveram processar Jello Biafra por royalties e direitos autorais.
Sua primeira música de sucesso foi o primeiro single do Dead Kennedys, "California Über Alles". Na música Jello imitava o governador da Califórnia, Jerry Brown. A música recebeu várias versões de outras bandas como The Disposable Heroes, They Might Be Giants e Six Feet Under. Pouco tempo depois o Dead Kennedys lançou seu segundo grande hit, "Holiday in Cambodia" que foi lançado no seu primeiro álbum chamado "Fresh Fruit for Rotting Vegetables". O site «Allmusic» cita esta música como "possivelmente o single de maior sucesso na cena hardcore americana", e Jello afirma que essa é sua música preferida do Dead Kennedys. Algumas outras músicas que fizeram sucesso do mesmo álbum são "Kill the Poor" e um cover satírico de "Viva Las Vegas" de Elvis Presley.
Em 1981 a banda causou uma controvérsia ao lançar o single "Too Drunk to Fuck". A música se tornou um grande hit na Grã-Bretanha, e a BBC temia que se tornasse um hit grande o suficiente para alcançar o top 30 nas paradas nacionais, fato que requeria uma menção no "Top of the Pops" (conhecido programa de televisão com apresentações de artistas musicais). Porém a popularidade do single foi ligeiramente menor, chegando ao número 31.
Os álbuns seguintes também contam com músicas memoráveis, mas com menos popularidade do que as primeiras. O EP "In God We Trust, Inc." possui as faixas "Nazi Punks Fuck Off!", na qual Jello Biafra ofendia uma boa parte do seu público e "We've Got A Bigger Problem Now", uma versão reescrita de "California Über Alles" sobre Ronald Reagan. O álbum mais controverso da banda foi "Frankenchrist", que trazia a música "MTV Get Off the Air", na qual Jello acusava a emissora MTV de promover música de baixa qualidade e sedar o público. O álbum também tinha no seu encarte o controverso poster intitulado "Penis Landscape", do artista surrealista suíço H. R. Giger.
A banda fez turnês durante toda a carreira, começando no final dos anos 70 em clubes do sul da Califórnia como o "Whiskey a Go Go", mas eventualmente tocaram em clubes maiores ao redor do país, incluindo o "CBGB" em Nova York. Nos anos 80 tocaram para plateias maiores como no "Bay Area Music Awards" em 1980 (quando tocaram pela única vez a notória "Pull My Strings") e no festival "Rock Against Reagan" (1983).Depois da separação da banda, as novas músicas de Jello passaram a ser gravadas com outras bandas, lançando apenas álbuns de "Spoken Word" como trabalho solo. As colaborações com outras bandas tiveram menos sucesso que os trabalhos anteriores com o Dead Kennedys, apesar de a música "That's Progress", originalmente gravada com o D.O.A. para o álbum "Last Scream of The Missing Neighbors", ter recebido exposição considerável ao aparecer na compilação "Rock Against Bush, Vol. 1" em 2004.

### Acusação por obscenidade
Em abril de 1986, oficiais de polícia fizeram uma batida na casa de Jello em reação a uma denúncia feita pelo "Parents Music Resource Center"(PMRC). Em junho de 1986, Jello foi processado e levado ao tribunal por distribuir "material ofensivo a menores" no álbum do Dead Kennedys "Frankenchrist". A disputa na realidade não foi nem por causa da música nem pelas letras do disco, mas pelo poster incluso no encarte, uma cópia da obra Landscape XX (Penis Landscape) de H.R. Giger.
Jello acredita que a acusação teve motivação política; foi muitas vezes relatado que PMRC levou Jello Biafra à corte como uma forma com custo-benefício de mandar uma mensagem a outros músicos que possuem material considerado ofensivo em suas músicas.
Encarando a possível sentença de um ano de prisão e uma fiança de dois mil dólares, Jello, Dirk Dirksen e Suzanne Stefanac fundaram o "No More Censorship Defense Fund", financiado por diversas bandas punk, para ajudar a pagar os honorários legais, que nem Jello nem o seu selo conseguiriam pagar. O júri ficou no impasse de 5 para 7 a favor da absolvição, incitando um julgamento incorreto; Apesar de uma moção de um representante do distrito para um novo julgamento, o juiz ordenou que todas as queixas fossem retiradas. O Dead Kennedys se separou durante os julgamentos, em dezembro de 1986, devido ao aumento dos custos legais; assim que a banda terminou, Jello lançou sua carreira com "spoken word". Seus primeiros álbuns spoken word são focados fortemente nos julgamentos (especialmente em "High Priest of Harmful Matter), que o fez renomado por sua posição anti-censura.
Jello fez uma ponta no filme "Tapeheads" de 1988. Ele faz o papel de um agente do FBI que prende os dois personagens principais, protagonizados por Tim Robins e John Cusack. Enquanto durante a prisão seu personagem diz: "Remember what we did to Jello Biafra?" (br: "Vocês se lembram do que fizemos à Jello Biafra"), satirizando a obscenidade da instauração de seu processo.
Em 25 de março de 2005, Jello participou do programa de rádio "This American Life", episódio 285 no quadro "Know Your Enemy" (br: conheça seu inimigo), que apresentava uma conversa telefônica entre Jello Biafra e Michael Guarino, o advogado de acusação do julgamento de "Frankenchrist". O episódio foi sobre a mudança de opinião de Guarino e a reconciliação entre os dois.

### Ação judicial de membros da banda e turnês de reunião
Em outubro de 1998, os ex-integrantes do Dead Kennedys processaram Jello Biafra por falta de pagamento por royalties. De acordo com Jello, o processo foi feito por sua recusa em deixar um dos singles mais famosos da banda ("Holiday in Cambodia") ser usado em uma propaganda da marca Levi's. Jello se opõe a Levi's porque ele acredita que eles usam práticas de negócio injustas e exploração de funcionários nas fábricas. Os três membros afirmaram que os motivos para o processo não tinham nada a ver com propaganda, e que haviam processado Jello porque ele havia negado royalties a eles e falhado em promover os álbuns da banda. Jello continuou afirmando que nunca negou royalties à banda, e que nem mesmo ele havia recebido royalties pelos relançamentos dos seus álbuns e pelos álbuns ao vivo póstumos  que foram licenciados para outro selo da parceria "Decay Music". A Decay Music por sua vez, negou a acusação e publicou que depositaram os cheques referentes aos royalties. Jello também reclama sobre os créditos de composição nos relançamentos e álbuns de arquivos ao vivo de músicas que Jello diz ter composto sozinho para toda a banda.
Em maio de 2000, um júri considerou Jello Biafra culpado por fraude e má fé, ordenando que ele pagasse 200 mil dólares, sendo 20 mil como punição por danos aos outros membros da banda. Depois de uma apelação dos advogados de Jello, em junho de 2003, a "California Court of Appeal", por unanimidade, manteve todas as condições do veredicto do ano 2000 contra Jello e a Alternative Tentacles.
Os outros membros do Dead Kennedys se reuniram em 2001 sem Jello Biafra com o nome de "DK Kennedys" (mais tarde retornando ao nome original), substituindo Jello primeiramente por Brandon Cruz, depois por Jeff Penalty, e finalmente por Ron "Skip" Greer. Jello criticou as táticas legais dos seus companheiros de banda e suas turnês de reunião, pode-se ver alguma crítica na música "Those Dumb Punk Kids (Will Buy Anything)", a qual ele toca com o The Melvins.

### Outras bandas
Em 1988, Jello, com Al Jourgensen, Paul Barker (Ministry) e Jeff Ward formaram o Lard. A banda se tornou um projeto lateral da banda Ministry, com Jello fazendo as letras e vocais. De acordo com uma entrevista de 2009 com Jourgensen, ele e Jello estão trabalhando em um novo álbum do Lard, que está sendo gravado em seu estúdio em El Paso.
Enquanto trabalhava no filme "Terminal City Ricochet" em 1989, Jello fez uma música para a trilha sonora do filme com o D.O.A., como resultado, Jello gravou o álbum "Last Scream of the Missing Neighbors" com a banda. Jello também trabalhou com o Nomeansno na trilha sonora, que o fez participar no álbum "The Sky is Falling and I Want My Mommy" no ano seguinte. Jello também fez a letra da música "Biotech Godzilla" para o álbum "Chaos A.D." de 1993 da banda Sepultura.
Em 1999, Jello e outros membros do movimento antiglobalização protestaram da "WTO Meeting of 1999" em Seattle. Ao lado de outros músicos proeminentes da costa oeste, ele formou a banda temporária No WTO Combo para ajudar a promover as causas do movimento. A banda inicialmente estava agendada para tocar durante os protestos, mas as apresentações foram canceladas por causa dos tumultos. A banda tocou algumas músicas na noite seguinte no "Showbox" no centro de Seattle, dividindo o palco com o grupo de hip hop Spearhead. A banda mais tarde lançou um CD de gravações do show, intitulado "Live form the Battle in Seattle".
No final de 2005, Jello se apresentou com a banda The Melvins sob o nome de "Jello Biafra and the Melvins", apesar dos fãs algumas vezes se referirem a eles como "The Jelvins". Juntos eles lançaram dois álbuns, e estiveram trabalhando juntos para um terceiro lançamento, a maioria das músicas foi apresentada em dois show no "Great American Music Hall" em San Francisco durante o evento chamado "Biafra Five-O", em comemoração ao aniversário de 50 anos de Jello Biafra, o 30.º aniversário do Dead Kennedys e a legalização do casamento gay na California. Jello também está trabalhando com uma nova banda conhecida como Jello Biafra and the Guantanamo School of Medicine, que inclui Ralph Spight (Victims Family) na guitarra e Billy Gould (Faith No More) no baixo. Essa banda tocou pela primeira vez durante o "Biafra Five-O"

## Discografia

### Dead Kennedys
- 1980 - Fresh Fruit for Rotting Vegetables
- 1981 - In God We Trust, Inc.
- 1982 - Plastic Surgery Disasters
- 1985 - Frankenchrist
- 1986 - Bedtime For Democracy
- 1987 - Give Me Convenience Or Give Me Death

### Lard
- 1989 - The Power of Lard
- 1990 - The Last Temptation of Reid
- 1997 - Pure Chewing Satisfaction
- 2000 - 70's Rock Must Die

### Jello Biafra and the Guantanamo School of Medicine

#### Álbuns
- The Audacity of Hype - (2009)
- White People and the Damage Done - (2013)
- Tea Party Revenge Porn - (2020)

#### EPs
- Enhanced Methods of Questioning - (2011)
- Shock-U-Py! - (2012)

### Solo
- 1989 -The Power of Lard
- 1989 - Last Scream of the Missing Neighbors
- 1990 - The Last Temptation of Reid
- 1991 - The Sky is Falling and i Want my Mommy
- 1993 - Will the Fetus Be Aborted?
- 1997 - Pure Chewing Satisfaction
- 2000 - 70's Rock Must Die
- 2004 - Never Breathe What You Can't See
- 2005 - Sieg Howdy!

### Spoken Words
- No More Cocoons - 1987
- High Priest of Harmful Matter − Tales From the Trial - 1989
- I Blow Minds for a Living - 1991
- Beyond the Valley of the Gift Police - 1994
- If Evolution Is Outlawed, Only Outlaws Will Evolve - 1998
- Become the Media - 2000
- Machine Gun in the Clown's Hand - 2002

### Colaborações
- 1990 - Supernaut with 1000 Homo DJs - "Hey Asshole" (credited as Count Ringworm)
- 1990 - Last Scream of the Missing Neighbors with D.O.A.
- 1990 - In Case You Didn't Feel Like Showing Up by Ministry (appears on the video release where he recites his own version of the Pledge of Allegiance)
- 1991 - The Sky is Falling and I Want My Mommy with Nomeansno
- 1991 - Tumor Circus with Steel Pole Bath Tub by Tumor Circus
- 1992 - Body Count with Body Count - "Freedom of Speech"
- 1993 - Chaos A.D. with Sepultura - "Biotech Is Godzilla" (credited on the lyrics)
- 1994 - Prairie Home Invasion with Mojo Nixon
- 1995 - Raza Odiada with Brujeria - "Raza Odiada (Pito Wilson)" (as the voice of Pete Wilson)
- 1997 - Helter Skelter with The D.O.C. - "Secret Plan"
- 1997 - Ixnay on the Hombre with The Offspring - "Disclaimer"
- 1998 - Every Home a Prison with Coldcut
- 2000 - Deviant with Pitchshifter - "As Seen on T.V."
- 2000 - Live from the Battle in Seattle with No WTO Combo
- 2001 - Nation with Sepultura - "Politricks"
- 2004 - Never Breathe What You Can't See with The Melvins (credited on the inner sleeve as Osama McDonald)
- 2005 - The Code Is Red...Long Live the Code with Napalm Death - "The Great and the Good"
- 2005 - Sieg Howdy! with The Melvins (credited on the inner sleeve as J Lo)
- 2005 - 13 Ft. and Rising with Throw Rag - "Children of the Secret State"
- 2005 - Hell's Winter with Cage - "Grand Ol' Party Crash" (credited on the Cage as the voice of George W. Bush)
- 2006 - J'Irai Chier dans Ton Vomi with Métal Urbain
- 2006 - Cocked and Loaded with Revolting Cocks - "Dead End Streets" and "Viagra Culture"
(credited on the inner sleeve as Jello Biafra as well as all of his former stage names including Occupant, Smegma Pigvomit, Osama McDonald, and J Lo)
- 2006 - Rio Grande Blood with Ministry - "Ass Clown"
- 2007 - Deadline with Leftöver Crack - "Baby-Punchers"
- 2008 - Everybody Make Some Noise! with The A.K.A.s
- 2009 - All Sewn Up: A Tribute to Patrik Fitzgerald with Motorpsycho - "Punch"
- 2009 - That's So Gay with Pansy Division - "Average Men"

## Filmografia
- 1977 - This Is America, Pt. 2
- 1978 - Massacre at Central High
- 1981 - Urgh! A Music War
- 1983 - Anarchism in America
- 1986 - Lovedolls Superstar, dirigido por Dave Markey
- 1987 - Household Affairs, dirigido por Allen Ginsberg
- 1988 - Tapeheads, dirigido por Bill Fishman
- 1990 - Terminal City Ricochet
- 1991 - Highway 61, dirigido por Bruce McDonald
- 1994 - Skulhedface, dirigido por Melanie Mandl
- 1997 - Mary Jane's Not a Virgin Anymore, dirigido por Sarah Jacobson
- 1999 - The Widower
- 1999 - Virtue
- 2001 - Plaster Caster
- 2002 - Bikini Bandits, dirigido por Steve e Peter Grasse
- 2004 - Death and Texas
- 2004 - Punk: Attitude, dirigido por Don Letts
- 2005 - We Jam Econo: The Story Of The Minutemen, dirigido por Tim Irwin
- 2006 - Punk's Not Dead, dirigido por Susan Dynner
- 2006 - Whose War?, dirigido por Donald Farmer
- 2007 - American Drug War: The Last White Hope, dirigido por Kevin Booth
- 2008 - Nerdcore Rising, dirigido por Negin Farsad
- 2009 - Open Your Mouth And Say Mr.Chi Pig, dirigido por Sean Patrick Shaul